# Bursellia unicornis
Bursellia unicornis är en spindelart som beskrevs av Robert Bosmans 1988. Bursellia unicornis ingår i släktet Bursellia och familjen täckvävarspindlar.
Artens utbredningsområde är Kamerun. Inga underarter finns listade.